# Гинзбург, Валерий Аркадьевич
Вале́рий Арка́дьевич Ги́нзбург (1925—1998) — советский кинооператор. Народный артист Российской Федерации (1996). Младший брат Александра Галича.

## Биография
Родился 16 февраля 1925 года в Москве. Родители — экономист Арон Самойлович Гинзбург и Фейга Борисовна Векслер (работала в музыкальном училище, впоследствии консерватории). Дядя — литературовед, профессор МГУ Лев Самойлович Гинзбург (1879—1933). Двоюродный брат — театральный режиссёр Александр Осипович Гинзбург.
Окончил операторский факультет ВГИКа в 1949 году, после которого пришёл на ЦКДЮФ имени М. Горького, на которой работал до 1998 года. Член КПСС с 1957 года.
Дебютировал в кино, снимая фильм «Солдат Иван Бровкин» (1955).
В 1960—1976 годах В. А. Гинзбург преподавал на операторском факультете ВГИКа. После отъезда из Советского Союза его брата Александра Галича был уволен из ВГИКа.
Умер 23 октября 1998 года. Похоронен на Введенском кладбище (23 уч.).

## Награды и премии
- Народный артист Российской Федерации (30 августа 1996) — за большие заслуги в области искусства[7]
- Заслуженный деятель искусств РСФСР (1969)
- Государственная премия РСФСР имени братьев Васильевых (1967) — за съёмки фильма «Ваш сын и брат» (1966)
- Золотая медаль имени Довженко (1983) — за участие в кинодилогии «Приказ: огонь не открывать» (1981) и «Приказ: перейти границу» (1982)
- кинопремия «Ника» (1988) — за съёмки фильма «Комиссар»

## Фильмография
- 1955 — Солдат Иван Бровкин
- 1957 — Братья
- 1958 — Иван Бровкин на целине
- 1960 — Прыжок на заре
- 1960 — Бессонная ночь
- 1961 — Когда деревья были большими
- 1963 — Им покоряется небо
- 1964 — Живёт такой парень
- 1966 — Ваш сын и брат
- 1967 — Комиссар (премия «Ника» 1988 года за лучшую работу оператора)
- 1969 — Странные люди
- 1969 — Наши знакомые
- 1971 — Держись за облака (с Ференцем Сеченьи, СССР—Венгрия)
- 1972 — Пятнадцатая весна
- 1974 — Ещё можно успеть
- 1975 — Мальчик и лось
- 1975 — Деревня Утка
- 1978 — Когда я стану великаном
- 1981 — Приказ: огонь не открывать
- 1982 — Приказ: перейти границу
- 1984 — Соучастники
- 1986 — Наградить (посмертно)
- 1988 — Комментарий к прошению о помиловании
- 1989 — Александр Галич. Изгнание
- 1989 — Руанская дева по прозвищу Пышка
- 1991 — Вне
- 1994 — Простодушный